# Nationaldemokratiska partiet (Argentina)
Nationaldemokratiska partiet (Partido Demócrata Nacional) var ett konservativt politiskt parti i Argentina som existerade 1931-1955.